# Свободная Россия (лінкор)
Ліні́йний корабе́ль «Свобо́дная Росси́я» (укр. «Вільна Росія»; до 27 червня 1915 року — «Катери́на II», до 29 квітня 1917 — «Імператри́ця Катери́на Вели́ка») — лінкор-дредноут типу «Імператриця Марія» Чорноморського флоту Російської імперії, пізніше — у складі Українських військово-морських сил періоду національно-визвольних змагань 1917—1920 років.
Після спуску на воду брав участь у Першій світовій війні, у набігових та блокадних діях на турецьке узбережжя, а також Трапезундській наступальній операції. У січні 1916 року під час чергового патрулювання зустрівся з німецьким лінійним крейсером «Гебен» (на той момент формально турецьким «Явуз Султан Селім»), з яким не надовго вступив у бій.
Під час Української революції екіпаж корабля неодноразово виступав на боці більшовиків і був причетний до захоплення і подальшої насильницької більшовизації лінійного корабля «Воля» і червоного терору у Севастополі. У квітні 1918 році лінійний корабель виведено з Севастополя до Новоросійська та затоплено за наказом Володимира Леніна.

## Розробка

### Головні характеристики
Отримавши контракт на будівництво одного з трьох чорноморських панцерників, затверджених у 1911 році, Акціонерне товариство Миколаївських заводів і верфей не мало власного досвідченого конструкторського складу, а тому компанія задіяла британську суднобудівельну компанію Vickers Limited для допомоги в процесі створення докладних креселень на основі попереднього ескізного проєкту. Виходячи з тенденції до надмірної ваги російських кораблів, консультанти Vickers запропонували збільшити корпус корабля, щоб створити більший запас плавучості, на що Морське міністерство погодилося, незважаючи на додаткові витрати, які склали понад два мільйони російських рублів.
Лінійний корабель «Імператриця Катерина Велика» мав довжину 169,5 метра по ватерлінії та ширину 28 метрів, таким чином маючи трішки більший корпус за інші кораблі цього типу. Точна осадка судна невідома, проте під час морських випробувань вона становила 8,7 метра. Водотоннажність судна при нормальному завантаженні становила 25 039 тонн, що на 874 тонни більше від проєктної водотоннажності 24 165 тонн.
Як і інші представники цього типу кораблів, «Імператриця Катерина Велика» виявилася дуже важкою в носовій частині та мала тенденцію пропускати великі об'єми води через свої передні каземати, через що боєзапас для 305-міліметрових гармат було зменшено з 100 до 70 снарядів на кожну, а боєзапас 130-міліметрових гармат зменшили з 245 до 100 снарядів. Такі зміни компенсували диференціювання корабля, оскільки більша довжина корабля означала, що вона від самого початку менше страждала від проблеми диференту.

### Двигуни
Корабель був оснащений чотирма паровими турбінами типу Parsons. Розраховані на загальну потужність 27 000 кінських сил на валу (20 000 кВт), вони видавали 33 000 к. с. (25 000 кВт) на випробуваннях. 20 змішаних трикутних водотрубних парових котлів Yarrow приводили в дію турбіни з робочим тиском 1725 кПа.
Розрахункова швидкість корабля становила 21 вузол з достатньою місткістю вугілля і мазуту, що забезпечувало дальність плавання близько 1680 морських миль (3110 кілометрів) при повній швидкості ходу 21 вузол і 3000 морських миль (5600 кілометрів) на більш економічній швидкості. Усю електроенергію виробляли три головні трубогенератори Curtis потужністю 480 к. с. (360 кВт) і два допоміжні агрегати потужністю 270 к. с. (200 кВт).

### Озброєння
Основне озброєння складалося з дванадцяти 12-дюймових 52-каліберних гармат зразка 1907 року, встановлених у чотирьох триствольних баштах, розподілених по довжині корабля.
Вторинне озброєння складалося з двадцяти 130-міліметрових 55-каліберних гармат зразка 1913 року, встановлених у казематах, що розташовувалися двома групами, по вісім гармат з кожного боку від передньої башти до задньої випускної труби, а решта чотири згруповані навколо задньої башти. Корабель також був оснащений трьома 75-міліметровими зенітними гарматами Канне, одна на даху передньої вежі і дві на кормовій вежі. Крім того, на кожному борту встановлювалися по два підводних 450-міліметрових торпедних апарати боєкомплектом дванадцять торпед.

### Броня
Товщина броньового поясу кораблей типу «Імператриця Марія» становила від 124 до 262 міліметрів, а найтовстіша її частина покривала довжину корабля між барбетами товщиною 250 міліметрів. Броня гарматних веж також мала товщину 250 міліметрів, а товщина палуб варіювалася від 25 до 51 міліметрів. Товщина броньових плит, що захищали бойову рубку, становила 300 міліметрів.

## Історія
До початку Першої світової війни російський Чорноморський флот мав в своєму складі бригаду лінійних кораблів. Ці кораблі були побудовані наприкінці XIX століття і призначалися для боротьби з османським флотом. Проте на початку XX століття провідні морські держави почали будувати лінкори-дредноути, оснащені турбінними силовими установками, що давали значну перевагу в швидкості ходу в порівнянні з паровими машинами. Морське міністерство Російської імперії також прийняло програму будівництва подібних кораблів — лінкорів типу «Імператриця Марія», одним з яких став лінкор «Імператриця Катерина Велика», пізніше перейменований на «Вільну Росію».

### Будівництво
Лінійний корабель, закладений під назвою «Катерина II», будувався на суднобудівному заводі Товариства Миколаївських заводів і верфей у Миколаєві. Хоча закладка відбулася 30 жовтня 1911 року, це була скоріше церемоніальна подія, оскільки проєкт корабля ще не був завершений, а контракт на його спорудження не був підписаний. Вперше вся броня корабля і багато його конструктивних елементів були виготовлені на металургійних підприємствах Донбасу.
Під час спорудження лінкор зазнав низки модифікацій. Так, за порадою інженерів британської компанії Vickers Limited, було збільшено розмір корпусу аби забезпечити більший запас плавучості і запобігти надмірному диференту, властивому кораблям цього типу. Це збільшило вартість спорудження корабля на понад два мільйони рублів і затримало початок будівництва на три місяці.
27 червня 1915 року корабель спущено на воду під новим ім'ям «Імператриця Катерина Велика», а 18 жовтня того ж року завершено і відправлено на ходові випробування.

### У складі російського флоту

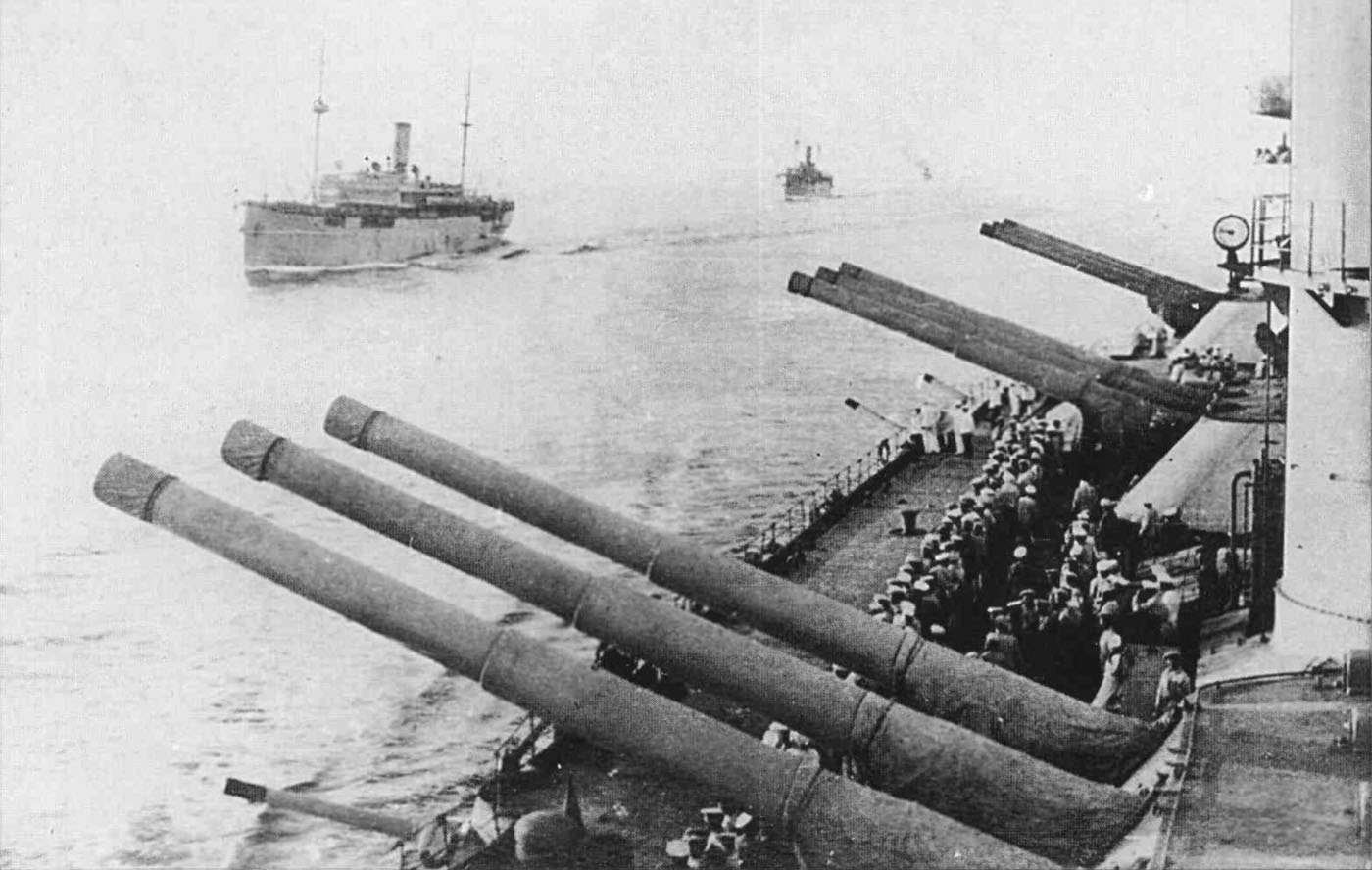
Головний калібр лінійного корабля «Імператриця Катерина Велика» під час супроводу транспортних суден, фото між 1915 і 1917 роками

Менше, ніж за три місяці з початку ходових випробувань, 5 січня 1916 року, «Імператриця Катерина Велика» могла бути потоплена російським есмінцем «Швидкий», коли той випустив по ній сім торпед, жодна з яких не досягла своєї цілі, помилково прийнявши за ворожий корабель. Вже за три дні корабель переслідував німецький лінійний крейсер «Гебен» (на той момент формально османський крейсер «Явуз Султан Селім»), якого переслідували російські есмінці «Пронизливий» і «Лейтенант Шестаков» після того, як той вранці потопив вугільник «Кармен». Есмінці викликали по тривозі «Імператрицю Катерину Велику», яка збільшивши швидкість, намагалася перехопити турецький корабель, що мав більшу потужність. 
Кораблі відкрили вогонь на відстані близько 20 кілометрів, «Явуз Султан Селім» у відповідь зробив п'ять залпів, не завдавши лінкору шкоди, і відірвався від російського загону. Перш ніж відстати, «Імператриця Катерина Велика» зробила 96 пострілів зі своїх далекобійних гармат, але завдала турецькому кораблю лише осколкових уражень. 
З 23 січня по 5 квітня 1916 року брав участь у Трапезундській наступальній операції. 
9 березня 1916 року корабель супроводжував три авіаносці для атаки на Варну, коли операція була скасована після того, як есмінець, що проводив рекогностування гавані, підірвався на міні і затонув. Наприкінці місяця «Імператриця Катерина Велика» допомогла прикрити переміщення 36 транспортних суден з Одеси до Новоросійська в рамках підготовки до висадки морського десанту наступного місяця.
4 квітня того ж року лінкор, можливо, ненадовго вступив у бій з легким крейсером «Міділлі», який вів вогонь по меншому кораблю близько 15 хвилин, але безрезультатно, перш ніж зміг відступити. Інші джерела, однак, стверджують, що османський корабель зіткнувся з «Імператрицею Марією» — іншим кораблем цього типу.
За три місяці кораблі «Імператриця Катерина Велика» та «Імператриця Марія», отримавши інформацію через перехоплені сигнали, вийшли з Севастополя в Чорне море в спробі перехопити кораблі «Явіз» і «Міділлі», які поверталися після бомбардування російського порту Туапсе 4 липня. Османські кораблі ухилилися на північ і уникнули російські лінкори, пройшовши вздовж болгарського узбережжя назад до Босфору. 25 серпня «Імператриця Катерина Велика» супроводжувала черговий авіаносець при атаці Варни. В результаті контратаки німецької авіації було пошкоджено один з ескортних міноносців.
11 жовтня 1916 року «Імператриця Катерина Велика» сіла на мілину поблизу Севастополя, згодом знята і доставлена до міста для ремонту.
5—9 січня 1917 року разом з трьома лінкорами і крейсером «Пам'ять Меркурія» патрулював північно-західне узбережжя Анатолійського берега, допомігши потопити 39 вітрильних і вантажних суден. У супроводі трьох кораблів і «Пам'яті Меркурія», корабель здійснив крейсерство поблизу берегів Анатолії і безпосередньо потопив три вітрильних судна. 

### Під час Української революції
Після Лютневої революції та створення Центральної Ради у Києві, на Чорноморському флоті стає впливовим український національно-визвольний рух. Майже на всіх кораблях та в установах флоту, в тому числі й на лінкорі «Імператриця Катерина Велика», утворюються українські ради. Під тиском суднових українських комітетів, матроських мас та самого процесу демократизації Морське відомство 16 квітня 1917 року перейменувало лінкори з одіозними для нижніх чинів царськими іменами, зокрема 29 квітня 1917 року «Імператрицю Катерину Велику» перейменовано на «Вільну Росію». 
17—24 травня того ж року вона входила до складу сил прикриття операцій з постановки мін біля гирла Босфору. Під час прикриття ще однієї такої операції через місяць, 25 червня корабель ненадовго вступив у бій з османським кораблем «Міділлі», коли корабель повертався з мінно-трального рейду біля гирла Дунаю. «Вільна Росія» встигла зробити лише дев'ять пострілів з носової башти, жоден з яких не досяг своєї цілі, перш ніж набагато швидший «Міділлі» зміг відірватися від лінкору. 
24 серпня 1917 року корабель допоміг прикрити рейд в гавані анатолійського міста Орду. 19 жовтня 1917 року, за розпорядженням керівництва флоту, корабель, у складі ескадри, вийшов до Босфору на перехват крейсера «Міділлі». Проте через анархічні настрої та більшовицьку агітацію, частина матросів усунула від керівництва офіцерів, що вимагали виконання бойових задач та повернули дредноут до Севастополя.
Утворення в Києві Морської Генеральної ради багатьма моряками було сприйнято як початок організаційної роботи по будівництво національного флоту України. Спираючись на думку більшості особового складу флоту контрадмірал Олександр Немітц 23 листопада 1917 року направив телеграму до Українського генерального військового секретаріату про визнання Чорноморським флотом влади Центральної Ради. Слідом за телеграмою командувач Чорноморським флотом направив лейтенанта Ф. Спаде до Морської Генеральної ради з пропозицією взяти Чорноморський флот під юрисдикцію Української Народної Республіки, і застерігав Київ від можливої втрати флоту.
27 листопада 1917 року Морська Генеральна Рада УНР заслухала Ф. Спаде і розглянула пропозиції командувача флотом, обговорила майбутнє причорноморських областей, реформування Чорноморського та створення комерційного флоту республіки на Чорному і Азовському морях і передала свої пропозиції на остаточне затвердження до Центральної Ради. Однак відповідного рішення по позиції командувача Центральна Рада так і не прийняла, своєчасної відповіді командувачу не дала, переносячи вирішення питання до прийняття відповідного закону про флот. Це призвело до активного пропагандиського тиску з боку більшовиків на українських моряків, що перебували в Севастополі.
Прибулі з Петрограду більшовицькі емісари разом з балтійськими матросами стали вимагати загальнофлотського «обговорення» ситуації на флоті. Для розгляду ситуації на фронті і на флоті та рішень уряду України 6 листопада 1917 року в Севастополі був скликаний і розпочав роботу I Загальнофлотський з’їзд. В його роботі взяли участь командувач флоту контрадмірал Олександр Немітц та 88 делегатів з усіх портів Чорноморського флоту: 27 «всеросійських» лівих соціалістів-революціонерів, 22 більшовики, 17 українських есерів, 6 об'єднаних соціал-демократів і 16 безпартійних. Дредноути «Воля» та «Вільна Росія» обрали на з'їзд по три представники, решта лінкорів — по два, інші кораблі й флотські частини — по одному.

#### Захоплення лінкору «Воля»
23 грудня 1917 року за ініціативи члена президії Військово-революційного комітету Карла Зедіна Центрофлот і виконавчий комітет Севастопольського Військово-революційного комітету (ВРК) на терміновому засіданні проголосили резолюцію, якою вимагали спустити на лінкорі «Воля» український прапор. Військово-революційний комітет спланував операцію захоплення дредноута, примусивши екіпаж силою спустити українські прапори.
Спершу представники ВРК запропонували судовому комітету лінкора добровільно спустити жовто-блакитний прапор. Отримавши рішучу відмову екіпажу, «Волю» заблокували з берега і моря, позбавили корабель, який щойно повернувся з походу під Трапезунд, можливості поповнювати запаси. Ситуацію на кораблі значно ускладнювала відправка понад 300 членів екіпажу, палких прихильників Української Народної Республіки, на захист Центральної Ради у листопаді 1917 року. Взамін вибувших екіпаж поповнили матросами з флотського екіпажу та лінкора «Вільна Росія», які у своїй більшості були байдужими до національних стремлінь українців. Це значно облегшило більшовикам добитися від екіпажу своїх домагань спустити з корабля український прапор.
Під вечір 24 грудня 1917 року великий озброєний більшовицький загін матросів з мінної дивізії, лінкора «Вільна Росія» і балтійців на баржах підійшов до лінкора з обох бортів, вдерся на корабель і силою захопив флагман флоту, який стояв без пального, води і провізії. Захопивши корабельний арсенал і порохові льохи, беззбройному екіпажу поставили ультиматум: замість жовто-блакитного прапора підняти червоний. Командир лінкора капітан 1-го рангу Олександр Тіхменєв ультиматум більшовиків прийняв, однак судновий комітет, підтриманий членами української залоги корабля, знову відмовився служити під червоним прапором. Під загрозою застосування зброї 700 українських моряків вимушені були з’їхати на берег до флотського екіпажу.
Піднявши на «Волі» червоний прапор, більшовики поповнили екіпаж дредноута моряками з флотського екіпажу, лінкора «Імператриця Марія» і перетворили дредноут на флагман більшовицького руху і опору більшовицьких сил Севастопольського гарнізону. «Воля» стала першим українським кораблем, над яким більшовики встановили контроль шляхом погроз застосувати силу.

### Червоний терор у Севастополі
На початку 1918 року у зв'язку із фактичним оголошенням війни Українській Народній Республіці, обстановка в Севастополі загострювалася з кожним днем. Черговим кроком по встановленні диктатури Військово-революційного комітету у захопленому більшовиками Севастополі стало знищення будь яких ознак свободи слова у місті, для чого 60 матросів лінкора «Вільна Росія» 7 січня 1918 року конфіскували всі севастопольські друкарні. З цього дня у Севастополі стали виходити лише більшовицькі газети.
Натомість перша хвиля арештів і розстрілів у захопленому місті не вбила потягу потяг моряків до українізації. Так, 18 січня 1918 року більшовики Севастополя телеграфували до Петрограду, що від 10 тисяч вояків, котрі прибули з Кавказького фронту до Феодосії, «послано телеграму в Київську Центральну Раду про бажання українізуватися». У відповідь 22 січня 1918 року телеграфом із Петрограда до Севастополя надійшов керівний циркуляр К-2977 зміст якого вимагав «вжити суворих заходів спостереження за контрреволюціонерами, всякі спроби чинити опір радянській владі нещадно придушувати».
Це була пряма вказівка для більшовицьких Військово-революційних штабів по організації репресій. Не гаючись, Севастопольський революційний штаб разом з комісією по охороні міста виключно з більшовиків сформував каральні «летючі загони» з наданням їм необмеженої влади. Севастополем прокотилася хвиля арештів офіцерів, цивільних осіб, підозрюваних у виступах проти більшовицької влади, та учасників загонів Центральної Ради УНР.
22 лютого 1918 року близько опівночі на Кам'янській пристані зібралося близько 3 000 озброєних матросів на чолі з заступником голови Військово-революційного комітету анархістом Басовим. Близько другої години ночі натовп матросів розпочав масові обшуки, грабунки і вбивства. Розстріли продовжувалися впродовж наступних трьох діб, 23, 24 і 25 лютого. За не повними даними протягом трьох ночей було вбито і замордовано понад 600 осіб. Тіла вбитих заборонили видавати для похорону їхнім рідним, вивозили на Графську пристань, і, ховаючи свої злочини, вбитих загружали на баржі і топили в морі.
В'язниці були переповнені заарештованими. Розстріли відбувалися у тюремних підвалах, а трупи вивозилися до Собачої балки, де зграї голодних собак нічого не залишали для поховань. З архівних матеріалів достовірно відомо, що ці злочини творили так звані «летючі загони», створені більшовицькими судовими комітетами кораблів «Вільна Росія», «Воля», робітничої дружини порту та інших більшовицьких команд.
27 лютого 1918 року на вимогу демократичних сил флоту різанину у Севастополі обговорювали делегати II Загальночорноморського з’їзду на спеціальному конфеденційному засіданні, результатом якого стала резолюція про засудження матроського терору. Хоча більшість команд кораблів засудила «контрреволюційні виступи», однак команда лінкора «Вільної Росії» заявила, що «винуватих в цих подіях бути не повинно. А якщо їх будуть віддавати до суду, ми виступимо на їх захист».

### Перебування у Новоросійську

#### Вихід до Новоросійська
Вже в квітні того ж року в місті відбулося два антибільшовицьких повстання робітників портів і заводів, активно підтримане моряками флоту. 22 квітня командувач Чорноморським флотом контрадмірал Михайло Саблін наказом по флоту оголосив, що «всі судна, портове майно, які знаходяться у портах Криму, є власністю Української Народної Республіки» і наказав «скрізь, де треба, підняти українські прапори».
Коли наприкінці квітня до півострова наблизилися загони Запорізької дивізії армії УНР під командою полковника Петра Болбочана та німецько-австрійські союзники, керівництво Радянської Росії зажадало від Михайла Сабліна вивести всі кораблі до Новоросійська. Одночасно представники українських організацій, зокрема екіпажі кораблів «Воля» та «Вільна Росія» вимагали від командування не покидати Криму.
29 квітня 1918 року за наказом командувача Чорноморським флотом майже всі кораблі та установи флоту підняли український прапор. Але вже ввечері, голова Військово-революційного комітету, колишній латиський стрілець Гавен з кількома матросами захопив штаб флоту та віддав розпорядження, що «охочі йти повинні залишити бухту до півночі. Після півночі вихід буде закритий та мінований». До другої години ночі в море вийшло тридцять кораблів і суден флоту. В бухті під українськими прапорами залишилося сорок кораблів, п'ять плавбаз, транспортна флотилія і дві авіабригади. Не маючи об'єктивної інформації, що відбувається, одним з останніх, хоч і з деякими ваганнями, в море під вогнем німецьких батарей вийшов дредноут «Вільна Росія».
Гарматні набої, випущеними німцями, не могли завдати лінійним кораблям тяжких пошкоджень, проте на «Вільній Росії» кілька снарядів уламками пошкодили гвинт катера, що стояв на палубі і поранили п'ять членів екіпажу. У відповідь, лінкор випустив два снаряди в німецьку сторону, хоча Саблін заборонив відкривати вогонь.

#### Загибель
1 травня кораблі прибули до Новоросійська, де впродовж півтора місяця на командування та моряків чинився тиск на проводилася більшовицька агітація. Вже 10—11 червня в Новоросійську проводилися збори делегатів від кораблів, де лише чверть чорноморців висловилася за підпорядкування своїх кораблів більшовикам. За кілька днів командування корабля отримало наказ на затоплення судна, зумовлене рішенням Володимира Леніна зберегти кораблі від їх можливого потрапляння під німецький контроль в Криму.
У цій ситуації, виконуючи волю абсолютної більшості особового складу, змінивший Сабліна на посаді командувача флотом командир корабля, капітан 1-го рангу Олександр Тіхмєнєв, 17 червня вирішив повернути кораблі до Севастополя. За підтримки Тіхмєнєва проводяться загальні збори делегатів від всіх військових кораблів у Новоросійську, де лише чверть чорноморців висловилася за підпорядкування більшовикам. Втративши вплив на особовий склад ескадри, більшовики заявили Тіхмєнєву, що підірвуть його дредноут мінною атакою міноносців і не дозволять повернутися до Севастополя. У відповідь «Воля», розвернувши гармати головного калібру і взявши під приціл міноносці, пригрозила потопити кожного, хто спробує приблизитись на відстань мінної атаки. Так, протягом доби, протримавши підконтрольні більшовикам міноносці під прицілом на дистанції поза межами мінної атаки, лінкор «Воля» дав можливість іншим кораблям безпечно вийти на зовнішній рейд. Таким чином, окрім лінійного корабля «Воля», Новоросійськ покинули гідрокрейсер «Імператор Траян» та сім міноносців, знову піднявши українські прапори.
Більшість команди лінкору «Свободна Росія» також проголосували за повернення до Севастополя і 17 червня лінкор разом з іншими кораблями збирався виходити у море. Проте, напередодні частина екіпажу самовільно залишила корабель. Переконавшись, що на лінкорі недостатньо людей, щоб розвести котли та керувати таким великим судном, команда залишила «Вільну Росію» в порту та перейшла на дредноут «Воля». Командир корабля, капітан 2-го рангу В. Терентьєв, передав його командиру есмінця «Керч» В. Кукелю.
18 червня 1918 року у Цемеській бухті, на виконання наказу керівництва Радянської Росії, лінкор «Вільна Росія» було затоплено за допомогою шістьох торпед, випущених зі збільшовизованого есмінця «Керч».

### Подальша доля
У 1930-х роках Експедицією підводних робіт особливого призначення було піднято дві вежі головного калібру, що лежали поруч із корпусом. Сам лінкор лежав на ґрунті догори дном на глибині 42 метри з піднесенням над ґрунтом 13 метрів. Перш ніж приступити до підйому корпусу, необхідно було вилучити з льохів корабля боєзапас — кілька сотень тонн снарядів і напівзарядів із порохом. Для підйому боєзапасу залучили курсантів водолазної школи під керівництвом досвідчених водолазів І. Т. Чертана і В. І. Правдіна.
Для проникнення в льохи виникла необхідність пробити лази в днищі корабля. Перший заряд спрацював вдало, шлях до одного з льохів було відкрито, проте другий боєзаряд Чертан заклав над снарядним льохом, що призвело до детонації снарядів головного калібру. Вода зметнулася на висоту понад 100 метрів, хвилею притопило водолазний бот, з палуб катерів забезпечення змило людей. Чертан, який перебував без шолома, у важкому водолазному спорядженні, хвилею був скинутий за борт і дивом був врятовий курсантами.
Під час обстеження Експедицією підводних робіт особливого призначення після вибуху, у зв'язку з тим, що корпус корабля сильно зруйнувався, було ухвалено рішення про відмову від його підйому.